# Estádio Ramaz Shengelia
Estádio Ramaz Shengelia ou Ramaz Shengelia Stadium (em georgiano:  რამაზ შენგელიას სტადიონი) é um estádio multi-uso em Kutaisi, na segunda maior cidade da Geórgia, usado principalmente para jogos de futebol. É o estádio do clube de futebol Torpedo Kutaisi. O estádio é capaz de acomodar 14 700 pessoas. Em 2015, passou a adotar um novo nome em homenagem à Ramaz Shengelia, considerado um dos melhores jogadores de futebol da história da Geórgia e da seleção da União Soviética.